# Pecluma
Pecluma là một chi dương xỉ thuộc họ Polypodiaceae. Chi này có các loài sau (tuy nhiên danh sách này có thể chưa đủ):
- Pecluma pastazensis, (Hieron.) R.C.Moran